# Bank of the West Classic 2005
Bank of the West Classic 2005 — жіночий тенісний турнір, що проходив на відкритих кортах з твердим покриттям Taube Tennis Center у Стенфорді (США). Належав до турнірів 2-ї категорії в рамках Туру WTA 2005. Відбувсь утридцятьчетверте і тривав з 25 до 31 липня 2005 року.

## Фінальна частина

### Одиночний розряд
Кім Клейстерс —  Вінус Вільямс 7–5, 6–2

### Парний розряд
Кара Блек /  Ренне Стаббс —  Олена Лиховцева /  Віра Звонарьова 6–3, 7–5